# Métropole Nelson Mandela Bay
La métropole de la baie Nelson Mandela (en afrikaans : Nelson Mandelabaai Metropolitaanse Munisipaliteit, en anglais : Nelson Mandela Bay Metropolitan Municipality) est l'une des huit municipalités métropolitaines d'Afrique du Sud. Située au bord de la baie d'Algoa dans la province du Cap oriental, elle comprend les villes de Port Elizabeth, Uitenhage et Despatch.
En 2000, lors de l'instauration des nouvelles municipalités, l'agglomération de Port Elizabeth-Uitenhage-Despatch a été unifiée et rebaptisée « métropole de la baie Nelson Mandela » en hommage à l'ancien président sud-africain.
La municipalité compte 970 104 habitants (2011).

## Population des zones urbaines de la métropole en 2011
Lors du recensement de 2011, les populations des différentes zones urbaines de la municipalité métropolitaine de la baie Nelson Mandela étaient les suivantes :
| zone urbaine                       | population 2011 |
| ---------------------------------- | --------------- |
| Port Elizabeth                     | 000 312 392     |
| Ibhayi                             | 00 237 799      |
| Bethelsdorp                        | 00 182 012      |
| Motherwell                         | 00 140 351      |
| Kwanobuhle                         | 00 107 474      |
| Uitenhage                          | 00 103 639      |
| Despatch                           | 00 39 619       |
| Nelson Mandela Bay NU              | 00 23 542       |
| Clarendon Marine                   | 00 2 434        |
| Colchester                         | 00 2 073        |
| Blue Horizon Bay                   | 00 419          |
| Woodridge                          | 00 362          |
| Total métropole Nelson Mandela Bay | 00 970 104      |

Selon le recensement de 2011, la métropole se composait de 60,13 % de Noirs, de 23,56 % de Coloureds, et de 14,36 % de Blancs

## Administration

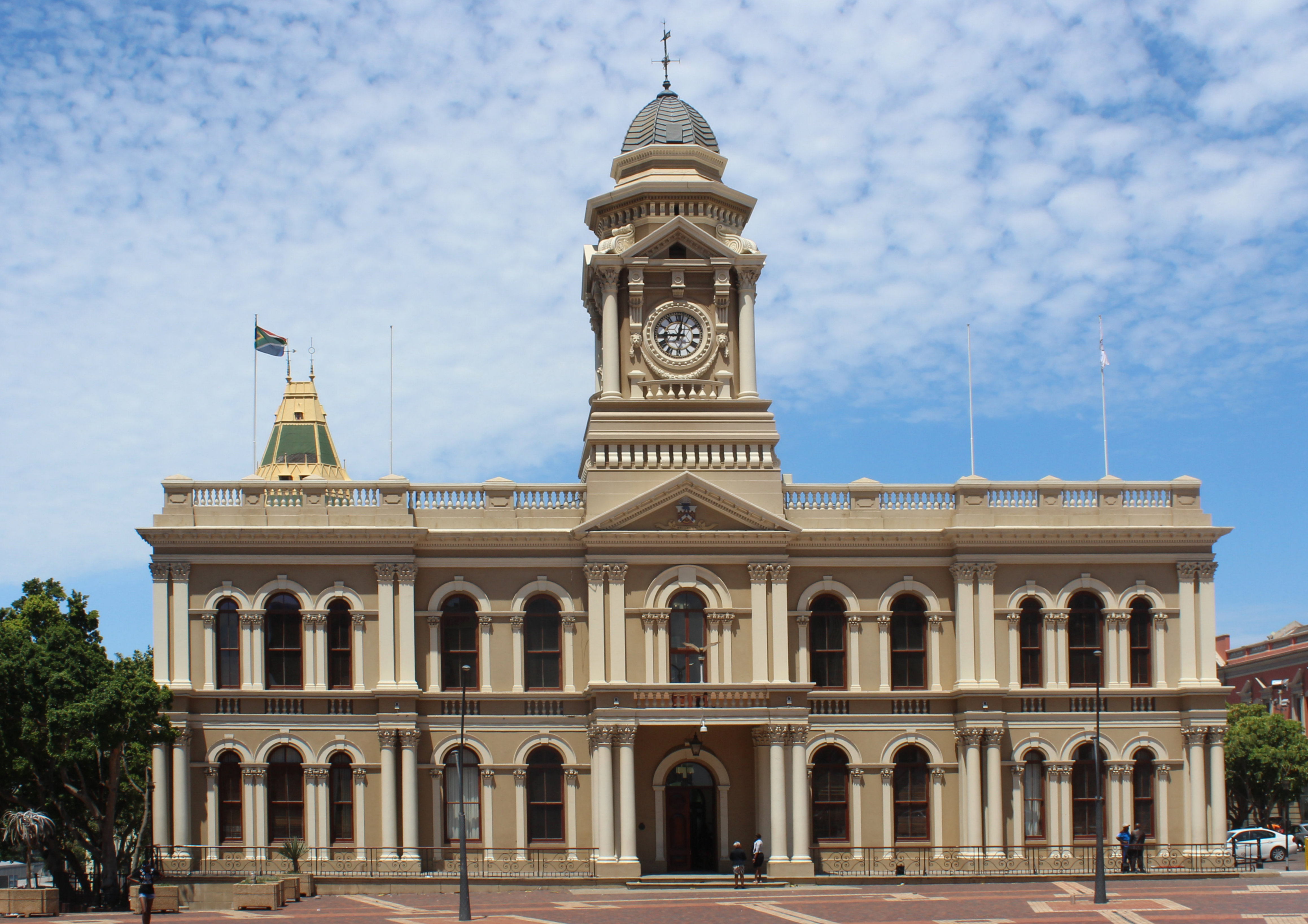
Hôtel de ville de Port Elizabeth

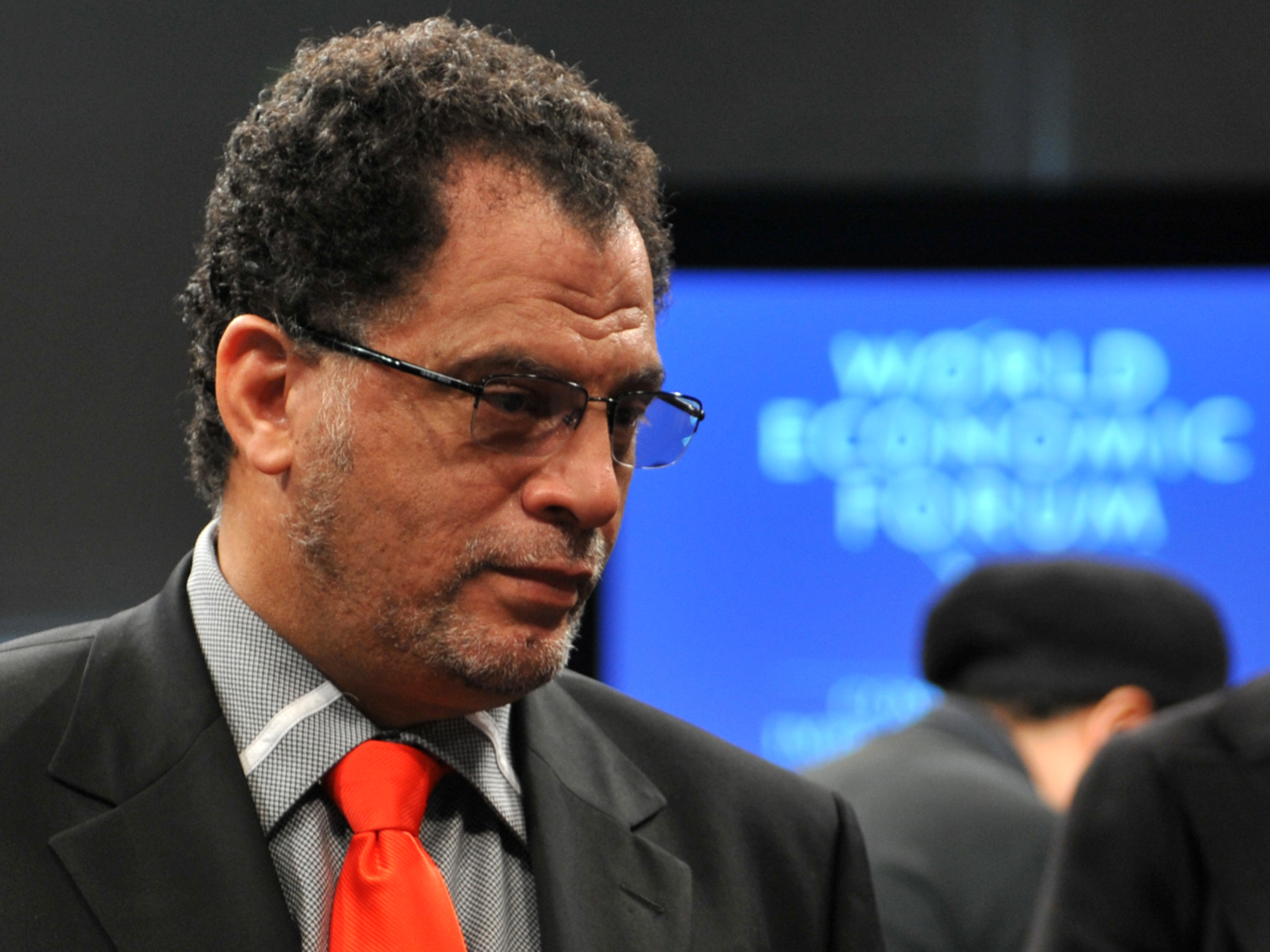
Danny Jordaan, le maire de la métropole de 2015 à 2016.

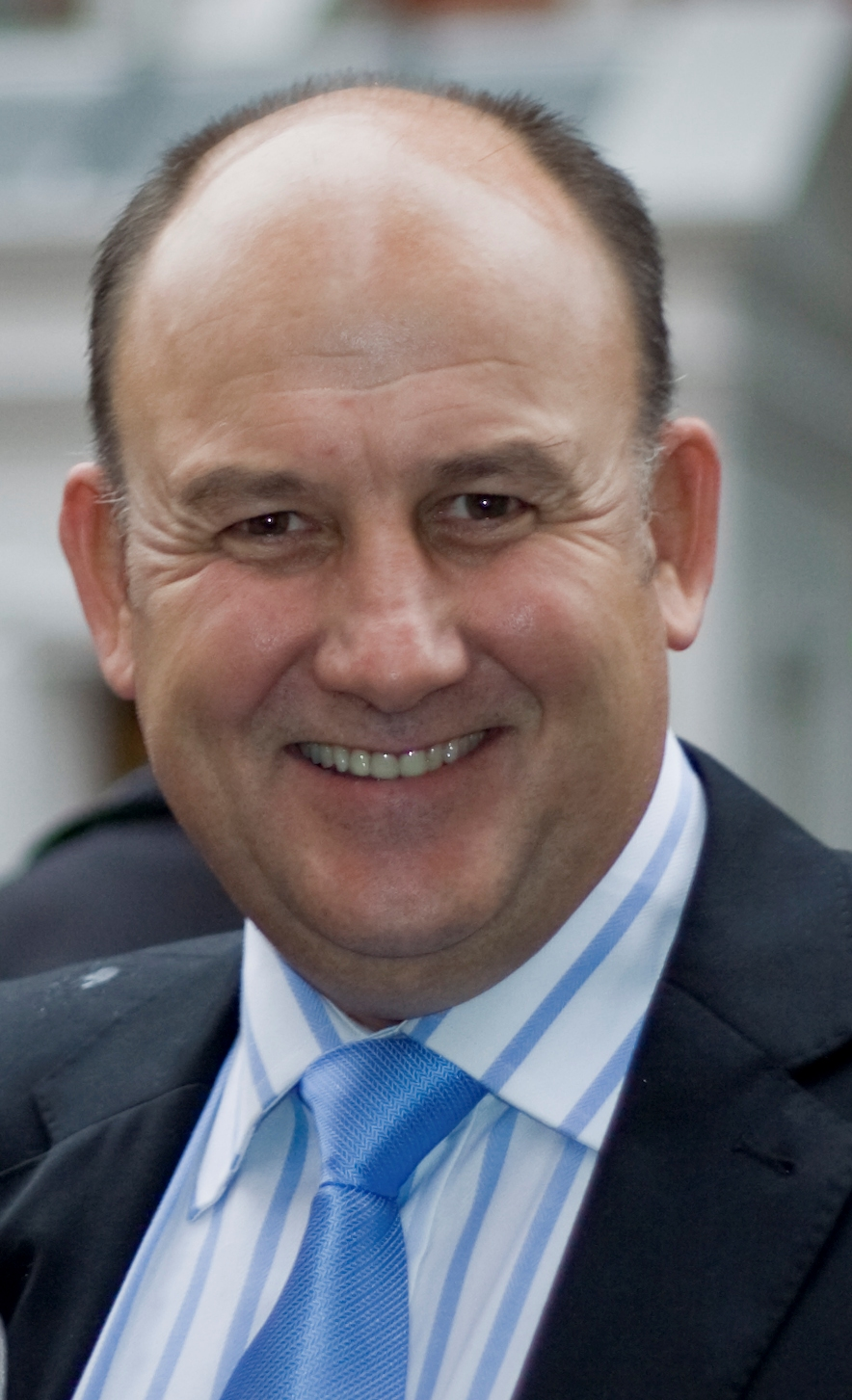
Athol Trollip, le maire de la métropole Nelson Mandela Bay élu en août 2016.

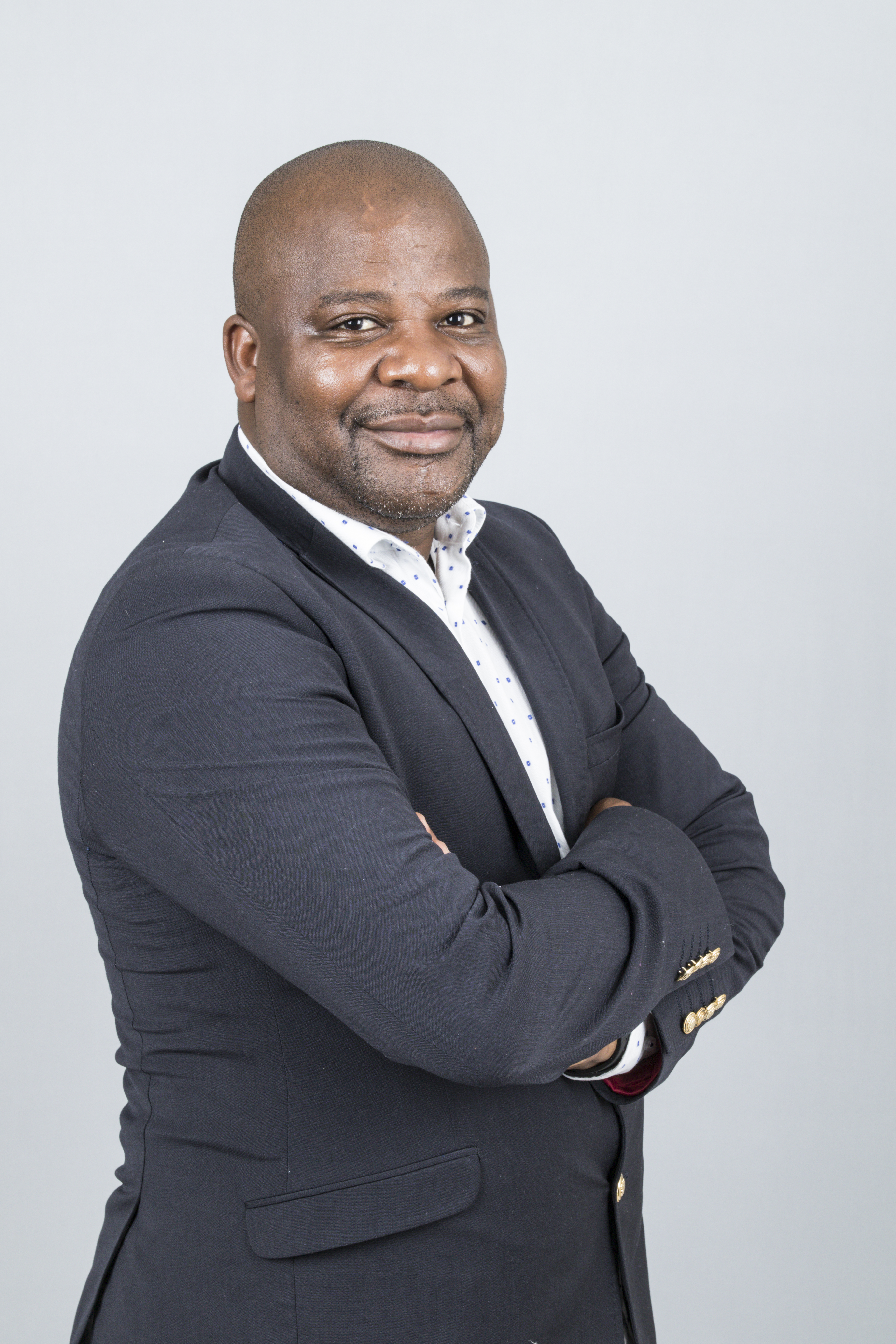
Nqaba Bhanga, le maire de la métropole Nelson Mandela Bay du 4 décembre 2020 au 21 novembre 2021.

Lors des élections municipales du 1er mars 2006, le Congrès national africain (ANC) obtint 66 % des suffrages des résidents de la métropole contre 24 % à l'Alliance démocratique (DA).
La métropole connait depuis lors une instabilité de son exécutif municipal marqué, en moins de 10 ans, par le remplacement par l'ANC de 3 maires de la métropole au cours de leur mandat.
Lors des élections municipales sud-africaines de 2011, si l'ANC a remporté de nouveau la municipalité, ce le fut avec une marge plus étroite de 51,9 % des voix (soit 63 sièges) contre 40,1 % à l'Alliance démocratique (soit 48 sièges).
Lors des élections municipales sud-africaines de 2016, la DA, menée par Athol Trollip, devance nettement l'ANC, mené par le maire sortant, Danny Jordaan (46,7 % pour la DA et 57 sièges contre 40,9 % des voix et 50 sièges à l'ANC), et forme une coalition avec de petits partis pour gouverner la ville.
En aout 2018, Trollip est renversé par une coalition entre l'ANC, les Economic Freedom Fighters et l'UDM en l'absence de représentants au conseil des élus de l'Alliance démocratique et de leurs alliés. Mongameli Bobani (UDM) est alors élu maire mais le vote est contesté par la DA estimant que le quorum nécessaire en séance, permettant le vote d'une motion de censure, n'était pas atteint. Le 20 septembre 2018, le recours en urgence déposé par Trollip est rejeté en première instance.
En décembre 2019, après avoir survécu à 5 motions de défiance à son encontre, Bobani est finalement destitué de ses fonctions par le conseil municipal, à la suite notamment de soupçons de corruption et de fraude le concernant sur des appels d'offres,.

### Répartition des sièges au conseil municipal
| Event                         | ACDP | ANC | COPE | DA | EFF | PAC | UDM | Autres |
| ----------------------------- | ---- | --- | ---- | -- | --- | --- | --- | ------ |
| Élections municipales de 2000 | 1    | 72  | -    | 32 | -   | 1   | 2   | 1      |
| Élections municipales de 2006 | 1    | 81  | -    | 30 | -   | 1   | 1   | 6      |
| Élections municipales de 2011 | 1    | 63  | 6    | 48 | -   | 1   | 1   | 0      |
| Élections municipales de 2016 | 1    | 50  | 1    | 57 | 6   | 0   | 2   | 3      |
| Élections municipales de 2021 | 2    | 48  | 0    | 48 | 8   | 1   | 1   | 12     |

## Liste des maires
En 1860, Port Elizabeth a obtenu le statut permettant à ses résidents contribuables d'élire un conseil municipal. En 1913, elle obtient le statut de City

### Maires de Port Elizabeth
| Maire                                                | Mandat      | Parti              |
| ---------------------------------------------------- | ----------- | ------------------ |
| William Smith (1817-1867)                            | 1860 à 1864 |                    |
| Matthew Ebenezer Kemp (1832-1882)                    | 1865        |                    |
| John Miller                                          | 1866 à 1870 |                    |
| Henry William Pearson (1822-1899)                    | 1871 à 1873 |                    |
| Hyman Henry Salomon                                  | 1874 à 1875 |                    |
| Henry William Pearson (1822-1899)                    | 1876 à 1877 |                    |
| Henry William Pearson (1822-1899)                    | 1880        |                    |
|                                                      |             |                    |
| Henry William Pearson (1822-1899)                    | 1882 à 1889 |                    |
|                                                      |             |                    |
| John Mcllwraith                                      | 1891 à 1892 |                    |
| Henry William Pearson (1822-1899)                    | 1893        |                    |
| John Mcllwraith                                      | 1894        |                    |
| Henry William Pearson (1822-1899)                    | 1895        |                    |
| James Wynne (1840-1908)                              | 1896 à 1898 | Progressiste       |
| Alexander Fettes (1845-1921)                         | 1898 à 1899 |                    |
| Maximilian Gumpert (1868-)                           | 1899 à 1900 |                    |
| John Chambers Kemsley (1855-1934)                    | 1901 à 1904 |                    |
| Alexander Fettes (1845-1921)                         | 1905 à 1907 |                    |
| Charles Huskisson Mackay (1861-1930)                 | 1908 à 1910 |                    |
| George Stephen Whitehead (1854-)                     | 1910 à 1911 |                    |
| Adam Guthrie                                         | 1912 à 1915 |                    |
| John Chambers Kemsley (1855-1934)                    | 1916 à 1918 |                    |
| Henry Forbes                                         | 1918-1919   |                    |
| John Stewart Young (1875-1968)                       | 1919 à 1920 |                    |
| William Frederick Savage (1857-1925)                 | 1920 à 1921 |                    |
| Alexander Peter John Wares (1870-1944)               | 1921 à 1923 | SAP                |
| Archibald Linton                                     | 1923 à 1925 | SAP                |
| John Stewart Young (1875-1968)                       | 1925 à 1927 |                    |
| Alfred Herbert Brooks                                | 1927 à 1928 |                    |
| James Scott (-1960)                                  | 1929 à 1930 |                    |
| Henry John Millard (-1944)                           | 1931 à 1932 |                    |
| William Frederick Caulfield                          | 1932 à 1933 |                    |
| Thomas Charles White                                 | 1934 à 1936 |                    |
| Walter Clement Adcock (1870-1950)                    | 1936 à 1937 |                    |
| James McLean (1878-)                                 | 1938 à 1939 |                    |
| John Sime Neave (1869-1953)                          | 1939 à 1940 |                    |
| Adolph Schauder (1880-1968)                          | 1940 à 1942 |                    |
| Alfred Charles Thomas Bloe (1881-1948)               | 1942 à 1943 |                    |
| John James Glendinning (1891-1979)                   | 1944 à 1945 |                    |
| John Sime Neave (1869-1953)                          | 1946 à 1947 |                    |
| John Stewart Young (1875-1968)                       | 1948 à 1950 |                    |
| Jacobus Christoffel Kotze (Boet) Erasmus (1901-1986) | 1950 à 1952 |                    |
| Cecil Frank McArthur                                 | 1952 à 1953 |                    |
| Louis Dubb (1903-1991)                               | 1954 à 1956 |                    |
| Ian Edmund Struan Robertson                          | 1956 à 1958 |                    |
| Alfred Markman (1912-1960)                           | 1958 à 1959 |                    |
| Montreal (Monty) van der Vyver                       | 1960 à 1963 | NP                 |
| John Graham Young                                    | 1964 à 1965 |                    |
| Hendrik Johannes Daniel Toerien (1907-1973)          | 1965 à 1966 |                    |
|                                                      |             |                    |
| Pieter Rademeyer                                     | 1969        |                    |
|                                                      |             |                    |
| Solly Rubin (1926-1989)                              | 1972 à 1973 |                    |
| James Kleynhans                                      | 1973 à 1975 |                    |
| Daniel Hendrik (Dan) Rossouw                         | 1976 à 1977 | parti sud-africain |
| Neville Cohen                                        | 1977 à 1980 |                    |
|                                                      |             |                    |
| Ivan Loubser Krige                                   | 1984 à 1985 |                    |
| Ben Olivier                                          | 1986        |                    |
| John Vieira (1933-)                                  | 1990        | NP                 |
|                                                      |             |                    |
| Christopher Nceba Faku                               | 1994-2001   | ANC                |

### Maires de la métropole
| #  | Nom                    | Parti                        | Mandat                                      |
| -- | ---------------------- | ---------------------------- | ------------------------------------------- |
| 1  | Christopher Nceba Faku | ANC                          | 2001–2006                                   |
| 2  | Nondumiso Maphazi      | ANC                          | 2006-2008                                   |
| 3  | Zanoxolo Wayile        | ANC                          | 2008-2013                                   |
| 4  | Ben Fihla              | ANC                          | 2013-2015                                   |
| 5  | Danny Jordaan          | ANC                          | mai 2015 - 2 aout 2016                      |
| 6  | Athol Trollip          | Alliance démocratique        | 18 aout 2016 - 27 aout 2018                 |
| 7  | Mongameli Bobani       | UDM                          | 27 aout 2018 - 5 décembre 2019              |
|    | Thsonono Buyeye        | congrès indépendant africain | Intérim de décembre 2019 au 4 décembre 2020 |
| 8  | Nqaba Bhanga           | Alliance démocratique        | 4 décembre 2020, - 21 novembre 2021         |
| 9  | Eugene Johnson         | ANC                          | 22 novembre 2021- 21 septembre 2022         |
| 10 | Retief Odendaal        | Alliance démocratique        | du 22 septembre 2022 au 26 mai 2023         |
| 11 | Gary van Niekerk       | Northern Alliance            | 26 mai 2023 - 31 octobre 2024               |
| 12 | Babalwa Lobishe        | ANC                          | depuis le 31 octobre 2024                   |

## Établissements universitaires
C'est à Port Elizabeth que se trouve l'université métropolitaine Nelson-Mandela (Nelson Mandela Metropolitan University – NMMU), issue en 2005 de la fusion de l'université de Port Elizabeth, du Port Elizabeth Technikon et du campus local de l'université Vista.